# 3 Hudson Boulevard
Le 3 Hudson Boulevard est un gratte-ciel en construction à New York aux États-Unis. Il devait initialement s'élever à 315 mètres mais sa hauteur a été revue à la baisse. Il devrait donc mesurer 286 mètres lors de son achèvement.

## Historique
L'immeuble, qui devait initialement s'élever sur 53 étages, pour une hauteur de 301 mètres et une superficie de 190 000 m2, est conçu par la firme FXFOWLE Architects.
La construction devait commencer à l'origine à la mi-2014 ou en 2015, la fin des travaux étant d'abord prévue pour 2017,,, puis finalement repoussée à 2022. Le bâtiment, situé juste en face du Jacob K. Javits Convention Center à travers la Onzième Avenue , jouxtera l'entrée secondaire de la nouvelle station de métro 34e Rue - Hudson Yards, construite dans le cadre du projet d'extension de la ligne 7 du métro de New York,,. En conséquence, les fondations sont construites par la Metropolitan Transportation Authority, car la station de métro se trouve directement en dessous ; le reste du bâtiment sera construit par la société foncière Moinian Group.
Le 26 juin 2014, Joseph Moinian, PDG de Moinian Group, obtient un prêt pour la construction du bâtiment. Les travaux sur les fondations commencent en mai 2016. Une cérémonie d'inauguration a lieu le 3 novembre 2017,,, alors que dans le même temps la hauteur du bâtiment prévu est réduite à 286 mètres. En outre, Moinian cherche à obtenir 3 milliards de dollars par endettement et émission d'actions pour financer la tour,.
Dans une interview accordée au Commercial Observer en 2022, Ted Koltis du Moinian Group déclare que l'entreprise avait commencé la construction « spéculative » du projet au début de l'année. Fin 2022, New York YIMBY signale que la construction de l'immeuble était en suspens.

## Caractéristiques
Les promoteurs du bâtiment espèrent obtenir une certification LEED Platine une fois le bâtiment achevé.
Les deux derniers étages sont réservés à un centre de conférence, à un restaurant d'entreprise ou à une cafétéria. L'immeuble de bureaux comprendra également 1 170 m2 de commerces.